# Luchthaven Mbandaka
De Luchthaven van Mbandaka (IATA: MDK, ICAO: FZEA) is een luchthaven in Congo-Kinshasa bij de stad Mbandaka.

## Maatschappijen en bestemmingen
- Compagnie Africaine d'Aviation (Kinshasa)
- Hewa Bora Airways (Gemena, Kinshasa)
- Wimbi Dira Airways (Gemena, Kinshasa)

### Chartervluchten
- Malila Airlift (Kinshasa)